# ديانا هارتوغ
ديانا هارتوغ (بالإنجليزية: Diana Hartog)‏ هي كاتِبة وشاعرة أمريكية، ولدت في 1950 في سونورا في الولايات المتحدة.